# 2025년 인도-파키스탄 위기
2025년 인도-파키스탄 위기는 4월 23일부터 발생한 인도와 파키스탄 간 군사적 긴장 상태를 의미한다.
2025년 4월 23일, 인도와 파키스탄 간 군사적인 대치가 발생했다. 이는 잠무 카슈미르의 바이사란 계곡에서 발생한 2025년 카슈미르 테러로 인해 촉발된 것이다. 파할감 테러에서 인도 국적의 힌두교인 관광객 25명, 기독교인 관광객 1명, 현지인 무슬림 1명을 포함하여 총 27명이 사망하고, 20명 정도가 부상을 입었다. 테러 공격 이후 저항 전선(The Resistance Front, TRF)은 파할감 테러의 배후가 자신들이라고 밝혔다. 이후 인도와 파키스탄 간 4월 24일부터 통제선(Line of Control)을 따라 무장 충돌이 발생 했다는 보고가 접수되면서, 두 핵무기 보유국 간의 갈등이 더욱 격화될 것이라는 우려가 커지고 있는 상황이다.
이러한 군사적인 대치 상황에 이어서, 인도가 파키스탄이 테러 공격을 사주했다고 비난하며 양국 간 외교적 위기가 초래되었다. 먼저 인도는 자국 내 파키스탄 외교관 추방을 시작으로, 파키스탄 내 인도 대사관의 직원을 소환하고, 비자 업무 서비스를 중단하고, 국경을 폐쇄했다. 그리고 인더스강 조약의 폐기를 전격적으로 발표했다. 반면 파키스탄은 인도의 주장을 부인하고 무역 제한, 영공 및 국경 통과 폐쇄, 심라 협정 중단으로 대응했다.
인도 내각 안보위원회 (Cabinet Committee on Security)는 또한 인도 국민들에게 파키스탄 여행을 자제할 것을 강력히 촉구하고, 현재 파키스탄에 체류 중인 자국 국민들에게 가능한 한 빨리 귀국할 것을 요청했다.

## 배경
1980년대 후반기에 인도 북부 잠무 카슈미르주에서 카슈미르 분란이 발생하게 되며 이 지역에서 카슈미르 힌두교도들이 이 지역을 떠나게 되었고, 분란은 그 이후로 지금까지 해결되지 못한 채 진행중이다.
2025년 4월 22일, 잠무 카슈미르 아난트나그 파할감에서 2025년 카슈미르 테러가 발생하여 관광객 최소 26명이 죽고 20명 이상이 다쳤다. 현장에 있었던 목격자의 증언에 따르면, 테러리스트들은 피해자들에게 발포하기 전에 그들의 잠재적 종교적 정체성에 대해 질문했으며, 특히 비무슬림 관광객을 표적으로 삼았다고 한다.
2025년 카슈미르 테러는 2000년 이후 인도 민간인을 대상으로 발생한 가장 많은 희생자를 만들어낸 공격 중 하나가 되었다. 파키스탄을 근거지로 한 지정 테러조직인 라슈카레 타이바(Lashkar-e-Taiba)의 분파로 여겨지는 저항 전선(TRF)은 당초 자신들의 소행이라고 주장했다. 그들은 이 공격이 인도 시민들이 카슈미르에서 살고 일할 수 있도록 허용하는 인도 정부의 잠무 카슈미르 재조직법 반대하는 것이었으며, 이로 인해 해당 지역에 외부에서 유입된 이주 정착민들이 생겨났다고 밝혔다. 그러나 4일 후 그들은 주장을 철회했다.

## 외교적 위기
2025년 4월 23일 밤, 인도 외교장관 비크람 미스리는 인도 내각 안보위원회와 회의 후 특별 기자 간담회를 가졌다. 간담회에서 미스리 장관은 파키스탄이 국경 간 테러리즘에 대한 지원을 중단할 때까지 인더스 강 조약의 일시 중단 조치를 즉각 발효시킨다고 밝혔다. 그는 또한 아타리-와가 국경의 통합 검문소를 폐쇄하고, 남아시아 지역 협력 연합 비자 면제 제도에 따라 모든 파키스탄 국민의 인도 입국을 금지하고, 이전에 발급된 모든 비자를 취소한다고 발표했다. 또한, 주인도 파키스탄 고등판무관실에 있는 파키스탄 국방무관들을 추방하고, 주파키스탄 인도 고등판무관실의 인도 국방무관들을 철수시키고, 이슬라마바드의 인도 고등판무관실 직원 수는 55명에서 최소 30명으로 줄었다. 이러한 국방 무관의 직위는 폐지된 것으로 간주되었다.
파키스탄 외교부는 파힐감 테러 희생자 가족들에게 조의를 표했으며 파키스탄 국방부 장관인 카와자 아시프는 자국이 공격에 연루되었다는 주장을 일축하고 이러한 사건을 체제 전복 행위로 간주했다. 그러나 아시프 장관은 스카이 뉴스와 인터뷰에서 테러 혐의에 응답하는 과정에서, 파키스탄은 30년 전부터 미국, 영국 및 서방의 지시에 따라 테러 활동을 지원해 왔다고 말했다.
파키스탄은 인더스 강 조약의 중단에 대하여, 인도의 조치가 부적절하고 진실성이 부족하다고 주장했다. 파키스탄은 또한 인도의 조치에 대한 포괄적인 보복을 경고했으며, 수자원에 영향을 미치는 모든 조치는 전쟁 행위로 간주될 것이라고 덧붙였다. 4월 24일, 파키스탄은 인도 국민에게 발급된 비자를 정지하고 인도 항공기의 영공 진입을 봉쇄했으며, 인도 외교관을 추방하고 인도 국방 무관들에게 4월 30일 이전에 파키스탄을 떠나라고 지시했다. 그러나 카르타르푸르 회랑은 시크교 순례자들에게 계속 개방되어 있었다. 파키스탄은 또한 인도와의 모든 무역을 차단했다. 또한 파키스탄은 인도에 대한 보복으로 2025년 4월 24일 심라 협정을 중지시켰다. 아타리-와가 국경 의식의 규모도 축소되었고, 관행으로 실시되는 악수도 이루어지지 않았다. 국경을 넘으면서 생활하는 가족들은 비자가 취소됨에 따라 영향을 받았다.

## 전투 격화
공격 이후 인도 육군, 인도의 준군사조직, 잠무-카슈미르 경찰이 합동군으로 배치되었으며, 이들은 포위망 구축 및 수색 작전에 투입되었다. 추가적으로,파할감에는 임시적으로 봉쇄 조치가 시행되었고 인도 육군 헬리콥터가 피르판잘 산맥 상류로 도망간 것으로 알려진 테러리스트 무장 세력을 추적하기 위해 배치되었다.
해당 지역에서는 별도적으로 반란 진압 작전도 수행되었다. 4월 24일, 우담푸르의 바산트가르 지역에서 반군과의 총격전에서 인도 군인 1명이 사망하였으며, 추가적으로 군인 2명이 부상을 입었다. 총격전에서 라슈카레 타이바의 고위 사령관인 알타프 랄리(Altaf Lalli)가 인도 합동군에 의해 사살되었다. 4월 26일, 합동군은 풀와마와 쿨감 지역의 테러리스트로 의심되는 인원들의 가옥을 폭파시켰다. 인도 당국에 따르면 두 명 모두 파할감 테러 공격과 관련이 있는 것으로 알려졌다.
파키스탄 공군과 인도 공군 모두 통제선 근처에서 집중 비행 작전을 수차례 진행했다.  4월 24일과 25일 사이에는 인도 국경보안군 182대대에 소속된 병사 한명이 우연히 페로제푸르 국경에서 파키스탄 영토로 들어간 후 파키스탄 레인저스에 체포되었다.
4월 24일부터 5월 1일까지 인도 군과 파키스탄 군은 소규모 전투를 벌였으며, 양측은 화기 사격을 주고받았다. 보도에 따르면 파키스탄 군은 통제선을 따라 다양한 구역에 걸쳐서 화기 사격을 시작했으며, 인도 언론은 이를 "우발적인 공격"이라고 표현했다. 파키스탄군은 사트왈과 빔버의 마나와르에 있는 통제선을 따라 인도군의 쿼드콥터 2대를 격추시켰다고 밝혔다.
4월 28일, 파키스탄 아시프 국방부 장관은 인도 군의 공격이 "임박했다"고 밝혔다. 4월 30일 파키스탄은 인도가 몇 시간 내에 군사 행동을 개시할 것이라는 "신뢰할 만한 정보"를 입수했다고 주장했다. 4월 29일 밤, 파키스탄군은 인도-파키스탄 국경에 화기 사격을 가했다. 5월 1일, 인도 내무부 장관 아미트 샤(Amit Shah)는 이 공격에 연루된 테러리스트는 인도에서 그 죄목이 사면되지 못할 것이라고 밝혔다.
5월 3일, 파키스탄 레인저스 소속 군인 한 명이 인도 국경을 넘은 후 인도 국경보안군에 체포되었다.
5월 5일, 인도 내무부는 7개주에 걸쳐 5월 7일에 "적대적 공격에 대비한 효과적인 민방위 훈련"을 발표했다. 인도는 이러한 민방위 훈련은 1971년에 마지막으로 실시된 바가 있다. 보고서에 따르면 훈련에는 다음이 포함된다.
- 공습 경보 사이렌의 운용
- 적대적인 공격 시 자기 방어를 위한 민간인, 학생 등을 대상으로 민방위 훈련 교육 실시
- 충돌 방지 대책 제공
- 중요 공장/시설의 조기 위장을 위한 조치
- 대피 계획 갱신 및 예행 연습

5월 6일, 인도는 파키스탄에 미사일 공격을 감행했다. 파키스탄의 셰바즈 샤리프 총리는 인도의 "비겁한" 공격에 대응할 것이라고 말했다.

### 신두르 작전
5월 7일, 인도는 '신두르 작전'을 통해서 파키스탄 공습을 감행하였다.

### 하천 방류
1960년 4월 23일에 인더스 강 조약이 중지된 후, 4월 26일과 27일 파키스탄 무자파라바드에서 인도가 파키스탄에 사전 통보 없이 우리 댐의 물을 젤룸강으로 방류하여 홍수, 높은 수위 및 공황을 야기했다는 현지 보고가 나왔다. 보고서에 따르면 파키스탄 시알코트의 체나브강 수위가 상당히 낮아졌고, 위성 이미지에 따르면 강바닥이 상당히 말라 있는 것으로 나타났다. 2025년 5월 4일 인도가 체나브 강의 바글리하르 댐을 폐쇄했으며 닐룸 강의 키샨강가 댐도 폐쇄할 계획이라고 보도되었다.

### 휴전 합의
2025년 5월 10일, 미국의 중재 아래 인도와 파키스탄은 휴전 합의에 도달하며 추가적인 무력 충돌을 예방하게 되었다.

## 반응
유엔은 양측에 "최대한 자제"하고 외교적으로 문제를 해결할 것을 촉구했다.
4월 25일, 이란은 파키스탄과 인도 간의 긴장 완화를 목표로 하는 해결책을 중재하자고 제안했다.
러시아는 2025년 4월 여행 권고를 발표하며, 잠무 카슈미르 주에서 발생한 파할감 테러 공격 이후 자국민에게 파키스탄 여행 주의령를 내렸다. 이 권고에서는 해당 지역의 보안 위험이 증가했다고 언급했다. 영국도 거의 같은 시기에 유사한 주의를 발표했는데, 주로 통제선을 언급했다. 중국의 왕이 외교부장은 두 나라 간 긴장 완화를 촉구했다. 방글라데시와 UAE는 인도와 파키스탄 간 평화 협상을 지지했다.
미국 국무부는 인도 잠무 카슈미르에 대한 여행 권고를 갱신하여, 테러와 시민 불안의 높은 위험을 언급하며 레벨 4 "여행 금지" 경고를 발령했다. 또한 뉴델리 주재 미국 대사관은 상황을 면밀히 감시하고 있으며 가해자들을 법의 심판대에 세우기를 촉구하였으며, 인도의 테러 대응 노력에 대한 지지를 재확인했다. 이후 2025년 4월 26일 도널드 트럼프 대통령은 1947년 인도-파키스탄 전쟁에도 불구하고, 두 나라가 "1,500년 동안 싸워왔다"고 말하며 외교적 위기를 축소하려는 듯한 발언을 헀다.
해외에 거주하고 있는 인도인들 중 일부는 런던에 있는 주영국 파키스탄 고등판무관 건물 밖에서 시위를 벌였다.
인도 정부는 자극적이고 지역적으로 민감한 내용을 퍼뜨리고 국가, 군대, 방첩 기관을 표적으로 삼는 허위 정보를 유포하는 파키스탄을 근거지로 한 일부 유튜브 채널들을 차단했으며, 일부 파키스탄 유명인들의  인스타그램 계정도 차단했다.
2025년 5월, 안단 시쿠디(Andan Siqqudi)와 굴람 모히우딘(Ghulam Mohiuddin)을 포함한 파키스탄 배우들이 모여서 함께 평화 회담을 촉구하였으며, 조화를 촉진하고 갈등을 해결하기 위해 대화와 이해가 시급히 필요하다고 강조했다.

## 같이 보기
- 인도-파키스탄 관계
- 카슈미르 분쟁
- 2025년 파할감 테러